# Tromboksan A2
Tromboksan A2 – organiczny związek chemiczny z grupy tromboksanów. Powstaje z prostaglandyny H2 przy udziale syntazy tromboksanu A.

Przeczytaj ostrzeżenie dotyczące informacji medycznych i pokrewnych zamieszczonych w Wikipedii.